# Enicospilus rufoniger
Enicospilus rufoniger là một loài tò vò trong họ Ichneumonidae.